# Stefan Stéen
Stefan Stéen, född 6 januari 1993 i Sunne, är en svensk ishockeymålvakt som bland annat har spelat för Skellefteå AIK, Växjö Lakers, Färjestad BK och Örebro HK i Svenska Hockeyligan (SHL).
Stéens moderklubb är Sunne IK. Inför säsongen 2008/2009 flyttade han till Leksands IF för spel och studier vid dess hockeygymnasium. Inför sista året på gymnasiet valde han att flytta till Skellefteå. Han spelade mestadels i dess juniorlag, J18 samt J20. Säsongen 2013/2014 spelade han sju matcher i SHL för Skellefteå och var utlånad i 15 matcher till IK Oskarshamn i Hockeyallsvenskan. Påföljande säsong, 2014/2015, skrev han på ett treårskontrakt med Växjö Lakers i SHL, med vilka han vann SM-guld under sin första säsong i klubben. Säsongen 2015/2016 spelade han en tid på lån i IK Pantern
I april 2016 blev det officiellt att Stéen skrivit på ett tvåårskontrakt med Färjestad BK. När kontraktet gick ut 2018 meddelade Färjestad att man inte kommer att förlänga kontraktet. Karriären gick sedan vidare till klubb Örebro HK där han skrev ett 1-årskontrakt. Säsongen 2019/2020 spelade Stéen för den finska klubben Vasa Sport i Liiga. Säsongen 2020/2021 återvände han till Sverige och spelade för BIK Karlskoga i Hockeyallsvenskan.
Under säsongen 2021-2022 spelade han för den österrikiska klubben Vienna Capitals i den österrikiska ishockeyligan (ICEHL). Våren 2022 spelade han en kort tid i den tyska klubben Heilbronner Falken innan han återvände till Vienna Capitals. Säsongen 23/24 spelade Stefan i franska klubben Spartiates de Marseille

## Klubbar
- Sunne IK Moderklubb–2008
- Leksands IF 2008–2010
- Skellefteå AIK 2010–2014
- IK Oskarshamn 2013–2014 (lån)
- Växjö Lakers 2014–2016
- Färjestad BK 2016–2018
- Örebro HK 2018–2019
- Vasa Sport 2019–2020
- BIK Karlskoga 2020–2021
- Vienna Capitals 2021–2022
- Heilbronner Falken 2022
- Vienna Capitals 2022–2023
- Spartaties de Marseille 2023-2024